# 1652 Hergé
1652 Hergé è un asteroide della fascia principale. Scoperto nel 1953, presenta un'orbita caratterizzata da un semiasse maggiore pari a 2,2517104 UA e da un'eccentricità di 0,1493922, inclinata di 3,19361° rispetto all'eclittica.
È dedicato al disegnatore di fumetti Hergé, autore de Le avventure di Tintin.